# مصارعة الديوك

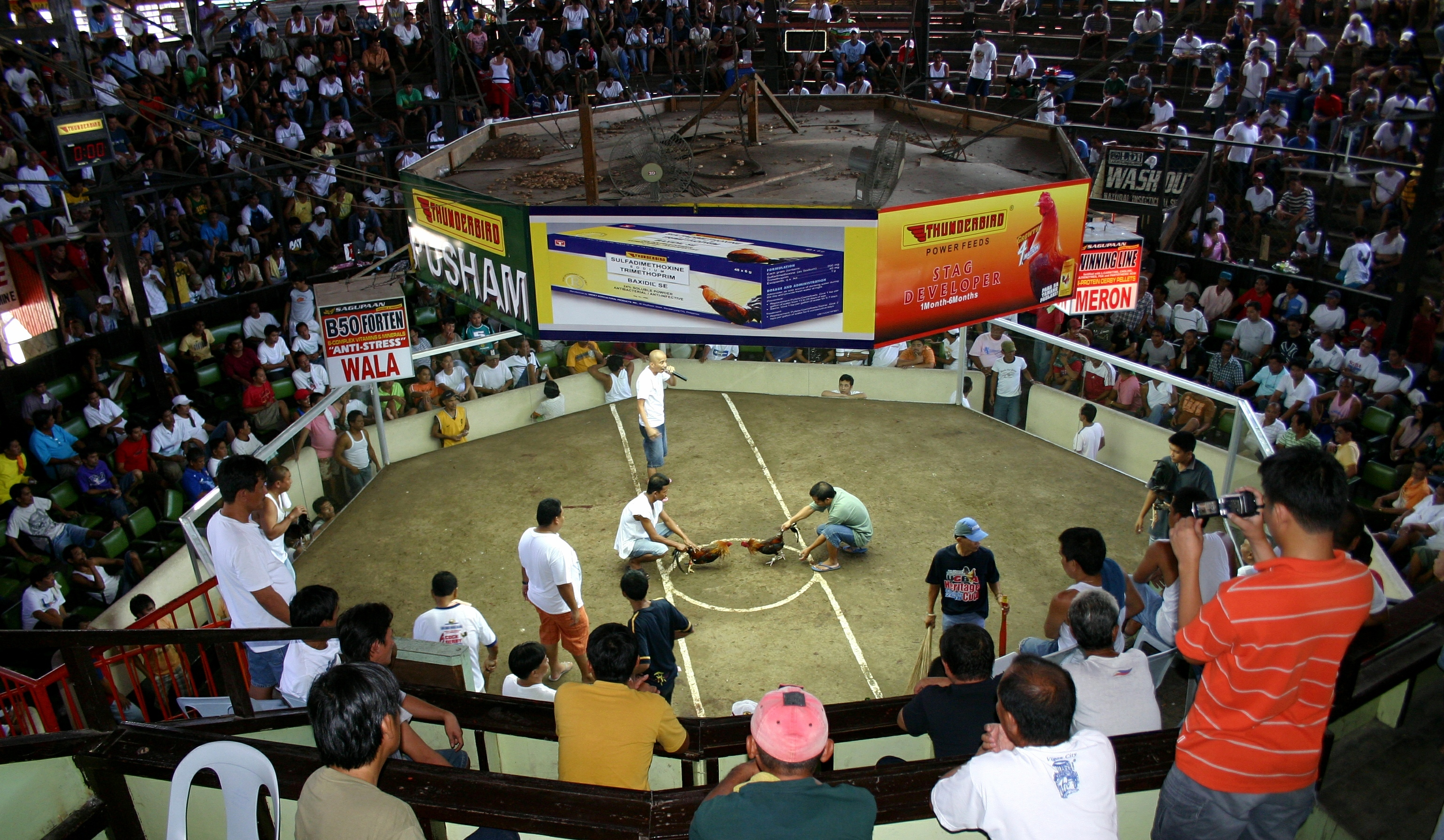
صراع للديكة في مدينة دافاو في الفلبين.

عراك الديكة أو صراع الديكة أو مُهارشة الدُّيُوك أو مصارعة الديكة وهو قتال وصراع دامي يكون بين ديكين، حيث أن الديوك مشهورة بمقاتلة بعضها البعض عند لقائها والعدائية تجاه الديكة الآخرين، فيستغل بعض الناس هذه العدائية لكي يضعوا الديكة في صراع ما بينهم وعادةً ما تكون هناك رهانات على الديكة الفائزة، كان الفلبينيين القدماء من أوائل من اتخذ هذا الصراع كرياضة وبعد أن وصل الإسبان إلى الفلبين اكتشفوا ذلك وثم انتشرت في بقية أنحاء العالم، إلا أن بعض الدول منعت هذه الرياضة بسبب أنها عنيفة ضد الحيوان حيث أنها تؤذي الديكة وكثيراً ما تؤدي إلى موتها، وبسبب أنها توضع رهانات كبيرة عليها.

## ذكر في الأدب
يتطرق الكاتب الكويتي سعود السنعوسي لموضوع صراع الديوك في روايته ساق البامبو, معرجا على الآثار السلبية على عائلة المدمنين, عادة رجال, على مزاولة صراع الديوك.